# Poliuretánok
A poliuretánok (PUR vagy PU) di- és poliizocianát illetve di- és poliol egységek poliaddíciójával (kopolimerizációjával) létrejövő műanyagok gyűjtőneve. Az egységeket karbamát (uretán) kötések kapcsolják össze. Összetételük, tulajdonságaik és felhasználásuk igen szerteágazó.

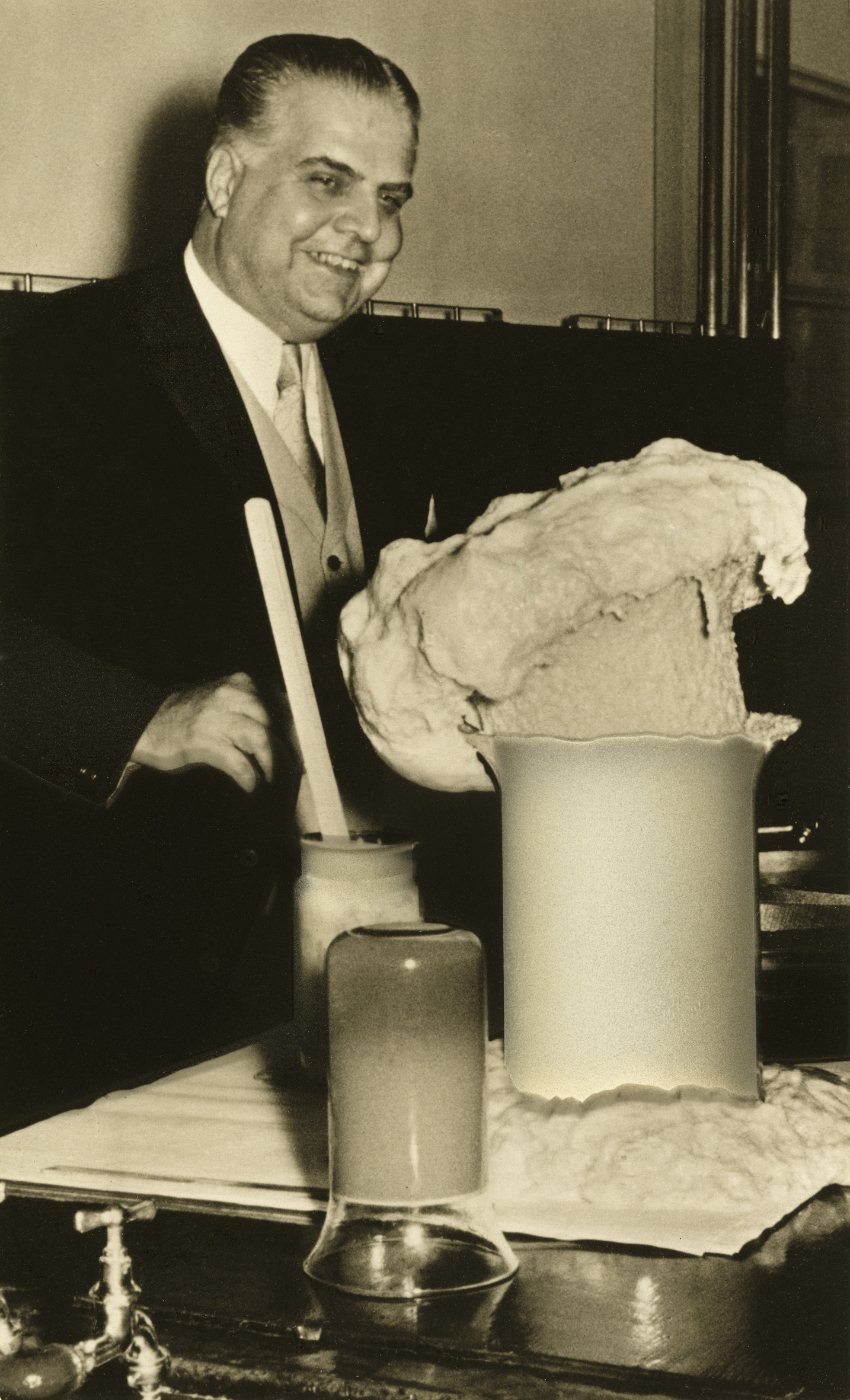
Otto Bayer professzor 1952-ben a poliuretán bemutatása közben

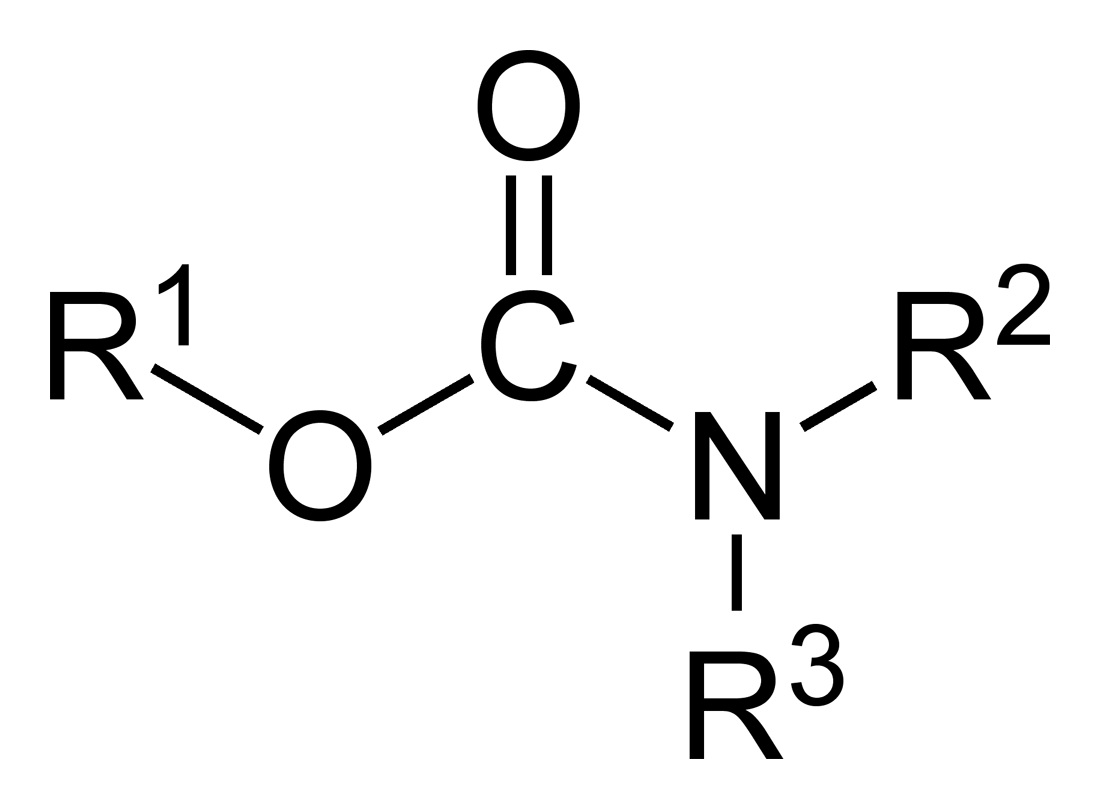
A karbamátok szerkezete

## Történetük
A poliuretánokat az IG Farben leverkuseni laboratóriumának dolgozói, Otto Bayer professzor és munkatársai fejlesztették ki 1937-ben.

## Csoportosításuk
A poliuretánokat többféleképpen csoportosíthatjuk. Keménység alapján két csoportra oszthatók, rugalmas illetve kemény habokra. A rugalmas habokat elsősorban a ruha-, az autó- és bútoriparban használják textilek, kárpitok és bélések készítéséhez. Ebbe a csoportba tartoznak például a műbőrök. Ezeknek a haboknak a diizocianát komponense a toluilén-diizocianát (TDI). A kemény polimereket szerkezeti anyagként használják az elektronikai-, az autó-, a bútor- és az építőiparban. Ezekből készülnek például a hő- és hangszigetelő anyagok, a műszerfalak borításai, de könnyűszerkezetes házak belső dekoratív burkolatelemei is. Az ebbe a csoportba tartozó vegyületek izocianát komponense lehet a hexametilén-1,6-diizocianát (HDI v. HMDI), a metán-difenil-diizocianát (MDI) és a polimetilén-polfenil-poliizocianátok (PAPI). Az utóbbit az MDI parciális polimerizációjával állítják elő és elsősorban térhálós poliuretánok előállításához használják. További ismert izocianátok: izoforon-diizocianát (IPDI), naftalén-1,5-diizocianát (NDI), 3,3'-dimetil-bifenilén-4,4'-diizocianát (TODI), 1,4-fenilén-diizocianát (PPDI).
A poliuretánok egy másik csoportosítási lehetősége a térszerkezet alapján történő csoportosítás, ily módon megkülönböztetünk térhálós és egyenes láncú polimereket. A hőérzékenység alapján pedig hőre lágyuló vagy termoplasztikus (TPU), hőre keményedő (TSPU) és passzív tűzvédelmi poliuretánokról (PFPPU) beszélhetünk.

## Előállításuk
A poliuretánokat, mint a többi műanyagot is, főként kőolaj alapon állítják elő kőolajfinomítói termékekből (benzol, toluol, paraffinok) petrolkémiai üzemekben.

### Izocianátok
Az izocianátcsoport a hidroxilcsoporttal reagálva uretán (karbamát) kötést hoz létre. Ha diizocianát két vagy több hidroxilcsoportot tartalmazó vegyülettel (poliollal) reagál, akkor hosszú polimer láncok, poliuretánok keletkeznek.

## Felhasználásuk
Számos terméket állítanak elő belőlük, így például
- autókarosszéria-elemeket
- ágybetéteket
- műbőröket
- ragasztókat
- szigetelő habokat
- hőre lágyuló műanyagokat
- elasztomereket[1]
- szálasanyagokakat